# Electrophorus voltai
Electrophorus voltai é uma espécie de enguia-elétrica encontrada na América do Sul. É o gerador de bioeletricidade mais forte conhecido na natureza.

## Taxonomia
Foi anteriormente classificada como parte de Electrophorus electricus quando essa espécie foi considerada a única no gênero Electrophorus. No entanto, uma análise de 2019 a descreveu, juntamente com E. varii, como espécies distintas com base em suas profundas divergências genéticas e diferenças na voltagem produzida por cada espécie. Pensa-se que tenha divergido da sua espécie irmã E. electricus durante o Plioceno. Seu nome é uma homenagem ao físico Alessandro Volta, amplamente creditado como o criador da bateria elétrica.

## Distribuição
Habita locais com terras altas, principalmente rios que correm para o norte do Cráton Amazônico, mas também alguns rios que correm para o sul do Escudo das Guianas. Em alguns riachos do Escudo das Guianas é simpátrico com E. varii.

## Descrição
Possui um corpo alongado e cilíndrico, podendo chegar a mais de 2,5 metros de comprimento. Assemelha-se muito a E. electricus, mas difere na morfologia do crânio, incluindo um crânio deprimido e uma cabeça larga. Tem uma tensão máxima de 860 volts, tornando-a não apenas o gerador de bioeletricidade mais forte das três espécies de enguia-elétrica, mas também de qualquer animal. Não é letal para o ser humano em razão da baixa amparagem.

## Comportamento
Um estudo de 2021 relatou a primeira ocorrência conhecida de caça em matilha por enguias-elétricas em uma população de E. voltai na foz do Rio Iriri, no Brasil. A tática consiste em realizar busca e ataques coordenados, a fim de capturar presas e beneficiar todo o grupo.